# Угам
Уга́м (каз. Өгем, узб. Ugom, Угом) — горная река в Казахстане и Узбекистане, наиболее крупный правый приток реки Чирчик.

## Общее описание
Длина Угама составляет 68,5 километра, площадь бассейна — 869 км². Питание реки преимущественно снеговое, частично дождевое. Среднегодовой расход воды составляет 20,9 м³/с. Половодье начинается в марте и длится до августа. Наиболее высокие суточные расходы воды наблюдались в апреле-августе, достигая 177 м³/с в многоводные и 54,5 м³/с в маловодные годы.

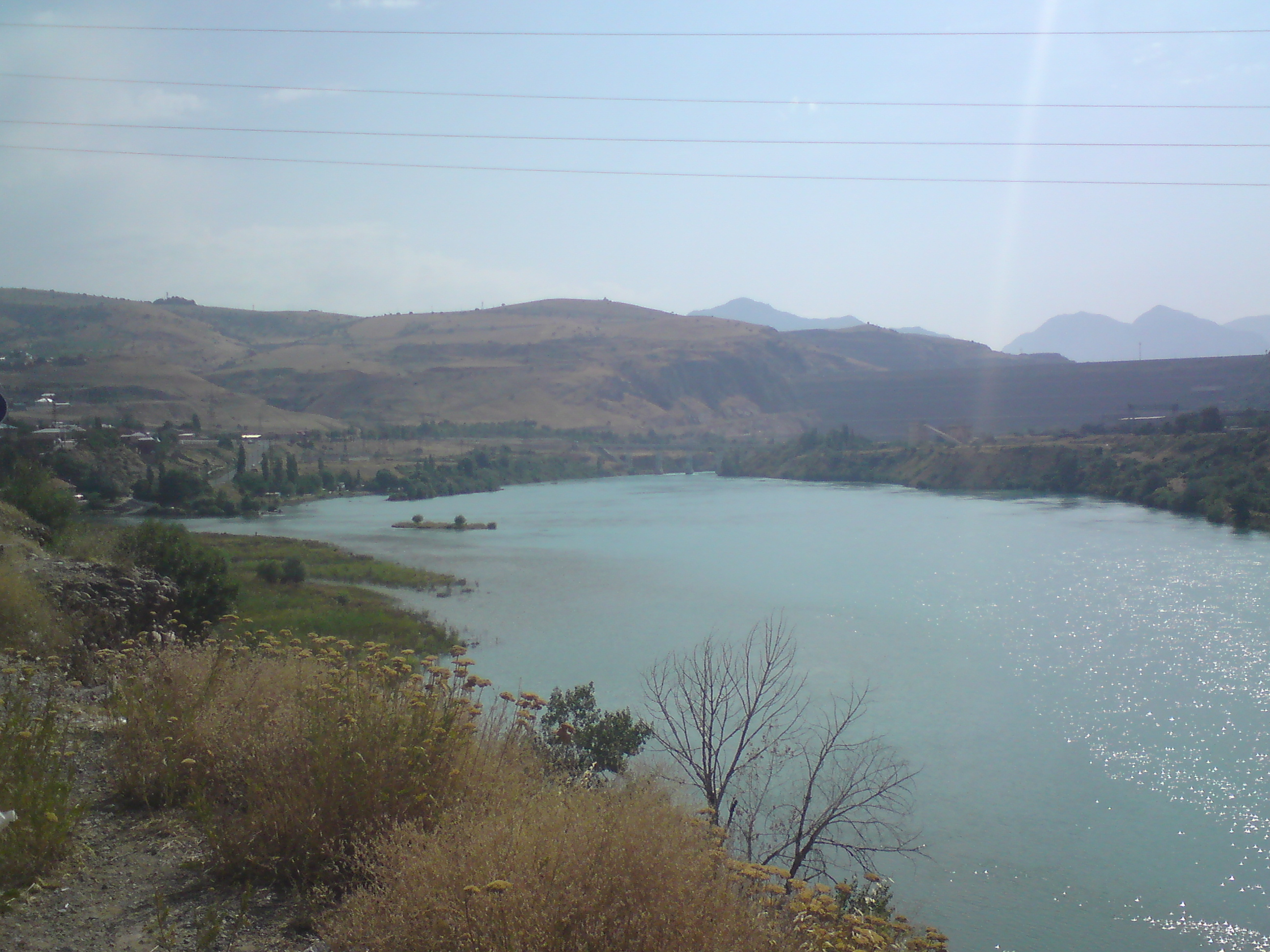
Впадение Угама (слева) в Чирчик

Средний уклон реки равен 34 м/км. Угам имеет быстрое течение, ниже Угамского лесхоза его скорость составляет 1,6 м/с, далее, на участке между впадением притоков Караташсай и Талассай возрастает до 2,6 м/с. Ширина реки в среднем течении (урочище Бугунчалпек) составляет 20 м, глубина — 1,0 м в некоторых местах до 3 м, грунт дна — каменистый; ширина в нижнем течении (выше посёлка Чарвак) — 24 м, глубина — 70 см, грунт дна — вязкий. Русло Угама порожисто.

## Течение
Истоки реки расположены у гребня Угамского хребта, в Толебийском районе Туркестанской области близ границы с Узбекистаном. Угам образуется слиянием нескольких ручьёв родникового происхождения. Точка нижнего слияния расположена на высоте около 2760 метров. Бассейн Угама с севера ограничен хребтом Таласский Алатау, с запада — горами Каржантау, с востока — Угамским хребтом.
В среднем течении Угам образует долину с широкими террасами, где имеются рощи, кустарниковые заросли и пастбища.
В нижнем течении пересекает границу Казахстана с Узбекистаном и течёт по территории Бостанлыкского района Ташкентской области.
Впадает в Чирчик на нижнем бьефе Чарвакской ГЭС, на высоте около 750 м. На левобережье Угама расположен посёлок Ходжикент, на правобережье — посёлок Чарвак.
В долине реки имеются пансионаты и летние лагеря для детей, в частности, известный курортный посёлок Хумсан.
В нижнем течении реки расположен каскад из трёх малых гидроэлектростанций, две из которых (Угам-1 мощностью 1,48 МВт и Угам-2 мощностью 1,63 МВт) введены в эксплуатацию в 2024 году и одна (Угам-3 мощностью 1,7 МВт) находится в стадии строительства.